# ローレル・ホロマン
ローレル・ホロマン（Laurel Holloman、1971年5月23日 - ）は、アメリカ合衆国ノースカロライナ州出身の画家、女優。
テレビドラマ『エンジェル』のジャスティン役や、『Lの世界』シリーズのティナ役でよく知られている。

## 来歴

### 女優として
ノースカロライナ大学在学中から多くの舞台に出演。1994年にニューヨークに移り、テネシー・ウィリアムズの舞台などに出演。1995年公開の映画『2ガールズ』に主演し、映画女優としてデビュー。1997年の『家族という名の他人』や『ブギーナイツ』などの映画に端役として出演した。
2004年から2009年にかけて、ロサンゼルスのレズビアンやバイセクシャルの女性たちの人生を描いたテレビドラマ『Lの世界』（Showtime）にティナ役でレギュラー出演。シーズン6まで続く人気作となり、2005年には第9回ゴールデン・サテライト賞最優秀主演女優賞（ドラマ部門）を受賞するなど好評を博した。
2010年以降は画家としての活動に専念するため女優業は休止状態となったが、『Lの世界』の続編ドラマ『Lの世界 ジェネレーションQ』（Showtime）に2020年からスペシャルゲストとして出演しており、一時的に女優復帰している。

### 画家として
女優として活動した後、ロサンゼルスで画家としてのキャリアを開始。抽象表現主義の代表的な画家であるマーク・ロスコの影響を受けており、色彩と大規模な作品および3次元効果の要素を鮮やかに使用した抽象画を主に描いている。イタリア、ベニスのアテネオベネトで開催された「フリー・フォーリング (Free Falling)」で大規模なコレクションを発表し、好評を得た。美術評論家のリー・マッタレッラは、「ラ・レプッブリカ」の中で、ホロマンの作品について「彼女の絵画は我々を別の場所に連れて行ってくれる。結局のところ、それが芸術の全てである」と批評した。
ホロマンの絵画作品「スウェル (Swell)」は、2013年のヴェネツィア・ビエンナーレにて「Nell 'Acqua Capisco」というグループ・ショーの1作品に選ばれた。また、2014年に開かれたアルゼンチン現代アートビエンナーレの規律絵画部門で1位を獲得。2015年のフィレンツェ・ビエンナーレでは2作品を出品し、「イントゥ・ザ・ウッズ (Into the Woods)」という作品で賞を獲得した。同年11月、ロンドンのメニアギャラリーで「イノセンツ (Innocents)」と題した個展を開催。初の単独ミュージアム・ショー「エバーグロウ (Everglow)」が、2016年7月から同年8月まで、オランダのアムステルフェーンにあるヤンファンデアトクト博物館で開催された。

## 私生活
2002年に結婚し、2004年には娘を授かった。妊娠したのは『Lの世界』出演中であり、そのために脚本にも修正が加えられたという。2012年に離婚。
バイセクシャルであることを公表している。

## 出演作品

### 映画
| 公開年 | 邦題 原題                                                    | 役名                                 | 備考 |
| ------ | ------------------------------------------------------------ | ------------------------------------ | ---- |
| 1995   | 2ガールズ The Incredibly True Adventure of Two Girls in Love | ランディ・ディーン                   |      |
| 1996   | Blossom Time                                                 | フランシス・ボディーン               |      |
| 1997   | ブギーナイツ Boogie Nights                                   | シェリル・リン                       |      |
| 1997   | 家族という名の他人 The Myth of Fingerprints                  | リー                                 |      |
| 1997   | プリフォンテーン Prefontaine                                 | エレイン・フィンレー                 |      |
| 1997   | Dying to Belong                                              | シャノン                             |      |
| 1997   | The Clearing                                                 | N/A                                  | 短編 |
| 1997   | The First to Go                                              | キャリー                             |      |
| 1998   | Stamp and Deliver                                            | N/A                                  |      |
| 1999   | Loving Jezebel                                               | サマンサ                             |      |
| 1999   | Tumbleweeds                                                  | ラウリ                               |      |
| 1999   | Loser Love                                                   | リリー・ドラクロワ                   |      |
| 1999   | Tide                                                         | リリー                               | 短編 |
| 1999   | Lush                                                         | アシュレー・”アッシュ”・ヴァンダイク |      |
| 2000   | ノンストップ・ガール Committed                               | アデル                               |      |
| 2001   | Morning                                                      | シェリー                             |      |
| 2001   | Popcorn Shrimp                                               | 刑事1                                | 短編 |
| 2001   | Last Ball                                                    | キャシー                             |      |
| 2001   | The Rising Place                                             | エミリー・ホッジ                     |      |
| 2001   | Liberty, Maine                                               | N/A                                  |      |
| 2002   | Alone                                                        | シャーロット                         |      |

### テレビシリーズ
| 放送年    | 邦題 原題                                          | 役名                   | 備考                                                                                     |
| --------- | -------------------------------------------------- | ---------------------- | ---------------------------------------------------------------------------------------- |
| 2001-2002 | エンジェル Angel                                   | ジャスティン・クーパー | 計8話に出演                                                                              |
| 2003      | WITHOUT A TRACE/FBI 失踪者を追え! Without a Trace  | ジョーン・ウィルソン   | 計1話に出演                                                                              |
| 2004-2009 | Lの世界 The L Word                                 | ティナ・ケナード       | メインキャスト / 全70話に出演 第9回ゴールデン・サテライト賞 主演女優賞（ドラマ部門）受賞 |
| 2009      | キャッスル ～ミステリー作家は事件がお好き Castle   | サンディ・アレン       | 計1話に出演                                                                              |
| 2010      | Gigantic                                           | リアン・コルヴィン     | 計4話に出演                                                                              |
| 2020-     | Lの世界 ジェネレーションQ The L Word: Generation Q | ティナ・ケナード       | 『Lの世界』の続編ドラマ                                                                  |

## 関連文献
- インタビュー in Tokyo Wrestling (The L Word)